# Drosophila ruberrima
Drosophila ruberrima är en tvåvingeart som beskrevs av Johannes Cornelis Hendrik de Meijere 1911. Drosophila ruberrima ingår i släktet Drosophila och familjen daggflugor.
Artens utbredningsområde är Java, Sumatra och Taiwan.